# Droga międzynarodowa M23 (Ukraina)
Droga magistralna M23 (ukr. Автомагістраль M 23) − droga na Ukrainie, na terenie obwodu zakarpackiego.
Prowadzi z Berehowa przez Wynohradiw do przejścia granicznego Wełyka Kopania na granicy z Rumunią. Długość trasy wynosi 49,5 km. 